# Загребський залізничний вокзал
Вокзал Загреб-Головний (хорв. Zagreb Glavni kolodvor) — головний залізничний вокзал Загреба, найбільша залізнична станція Хорватії і головний транспортний вузол хорватських залізниць. Розташований біля площі короля Томіслава, за 1 км на південь від центральної площі міста.
Пам'ятка культури Республіки Хорватія, перебуває під охороною держави.

## Історія
Будівництво головного вокзалу та цеху технічного обслуговування в Загребі дозволив закон королівського угорського уряду від 1890 р. Зведення будівлі станції завдовжки 186,5 м у неокласичному стилі розпочалося в 1891 р. під наглядом угорського архітектора Ференца Пфаффа (Ferenc Pfaff). Ліплене оздоблення створив угорський скульптор Вілім Маршенко (Vilim Marschenko). Вокзал відкрився 1 липня 1892 р. Це одна з найбільших громадських будівель, споруджених у Загребі в ХІХ ст.
У 1986–87 рр., безпосередньо перед Літньою Універсіадою 1987, було проведено реконструкцію вокзалу. Роботи з реконструкції відбувалися і 2006 року.
1974 р. біля вокзалу трапилася тяжка залізнична аварія, яка вважається чи не найбільшою залізничною катастрофою у Хорватії.

## Галерея

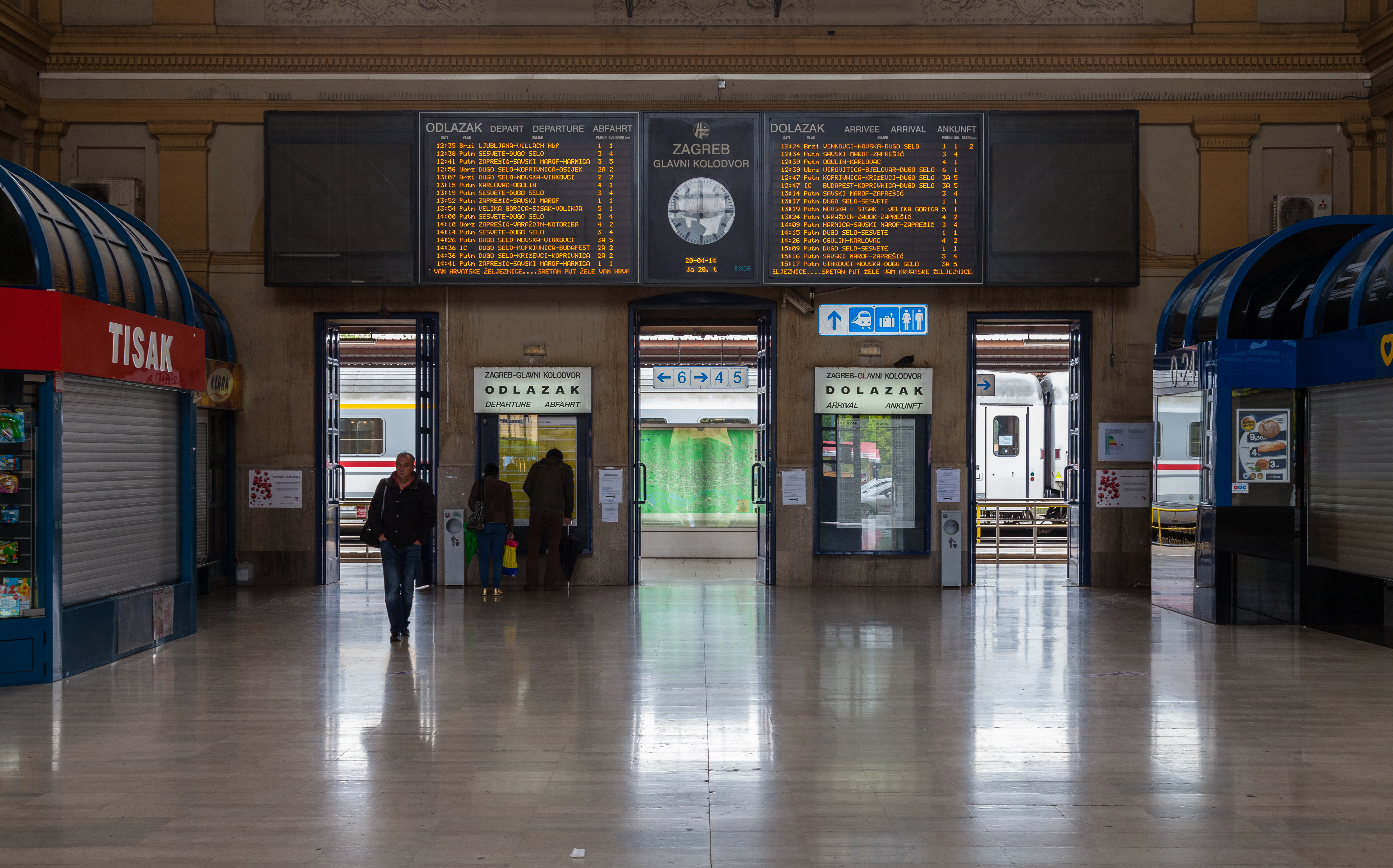
Інтер'єр
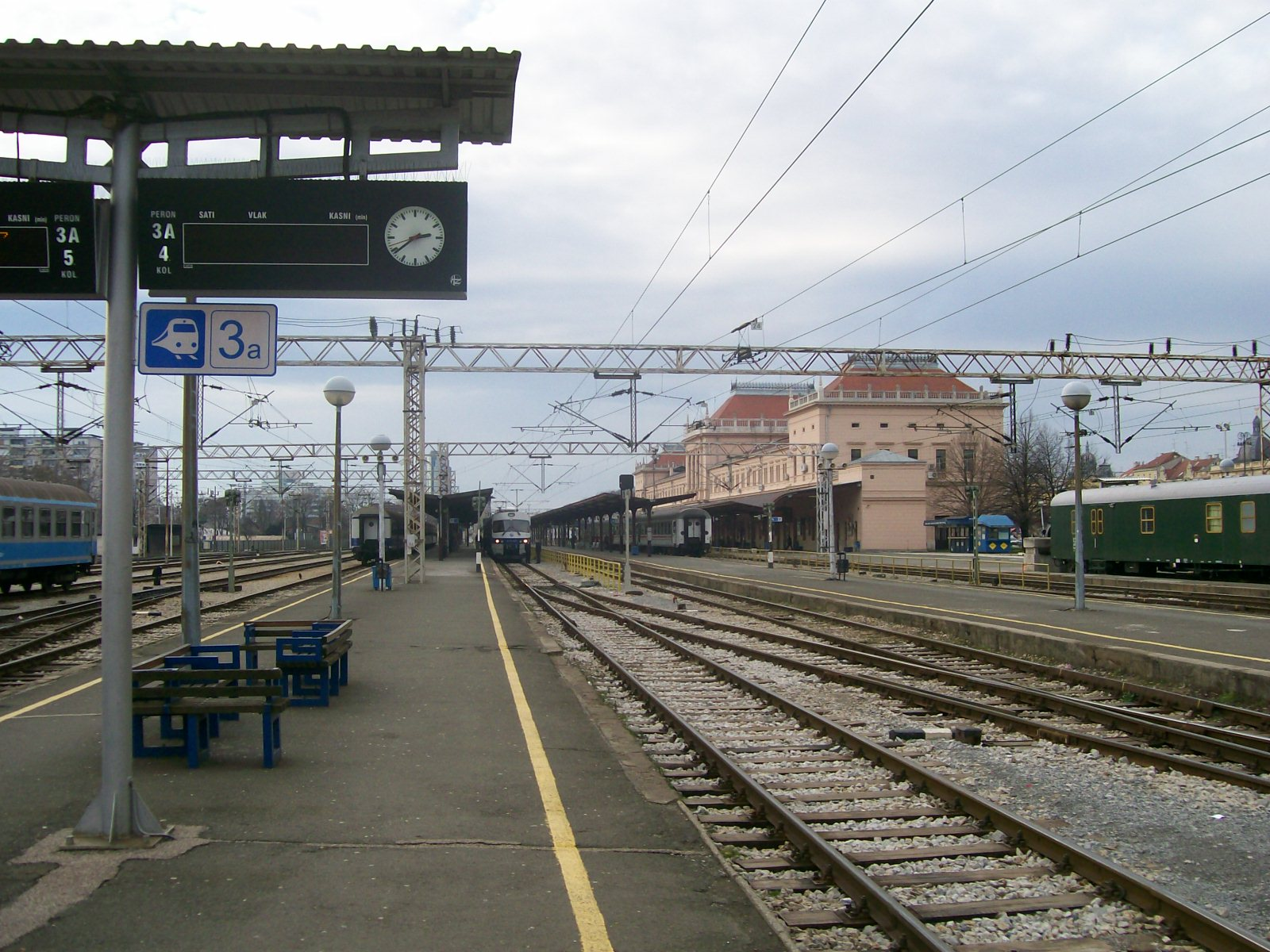
Вигляд платформ зі сходу
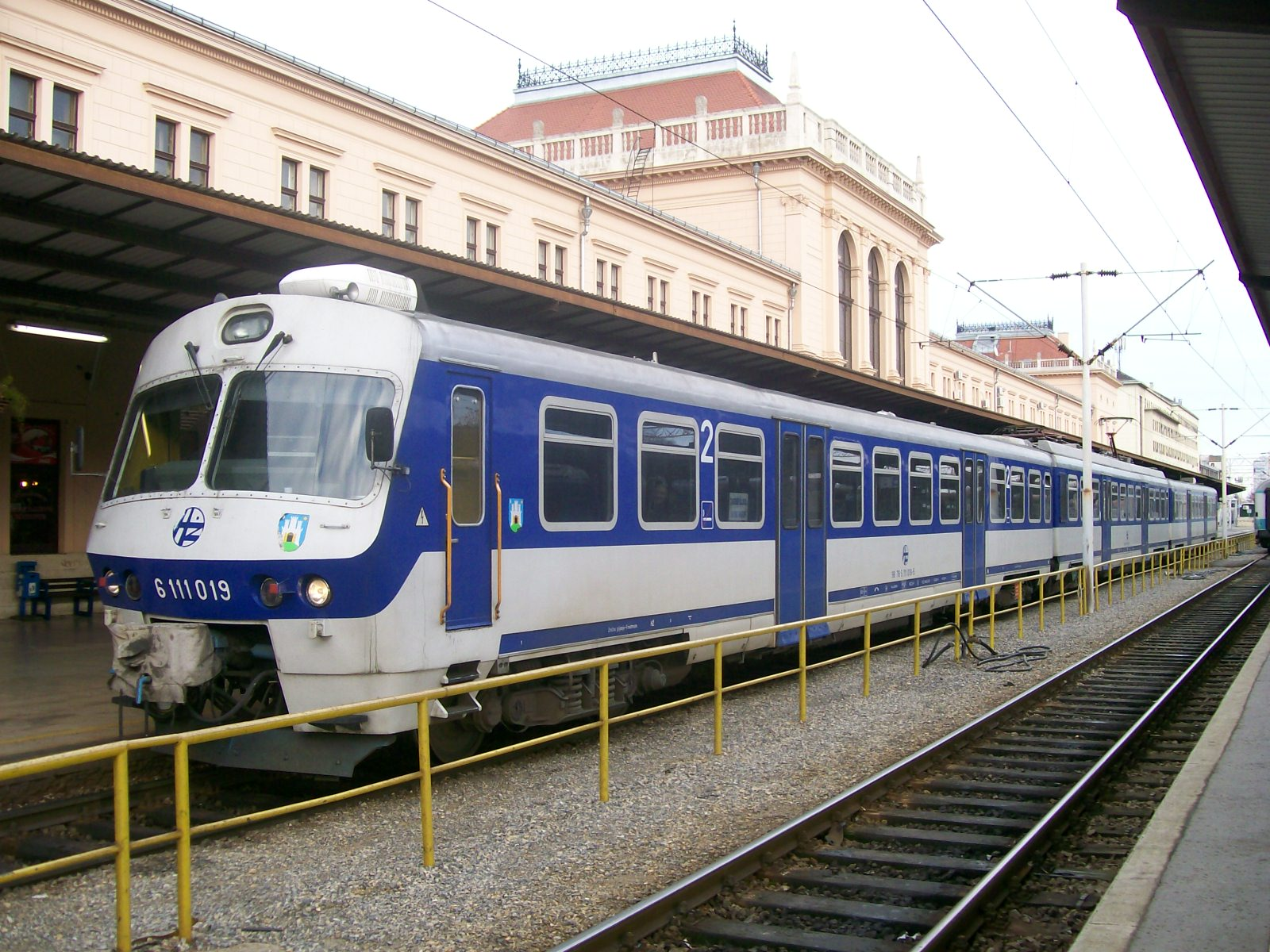
Міжміська електричка HŽ serija 6111 на платформі
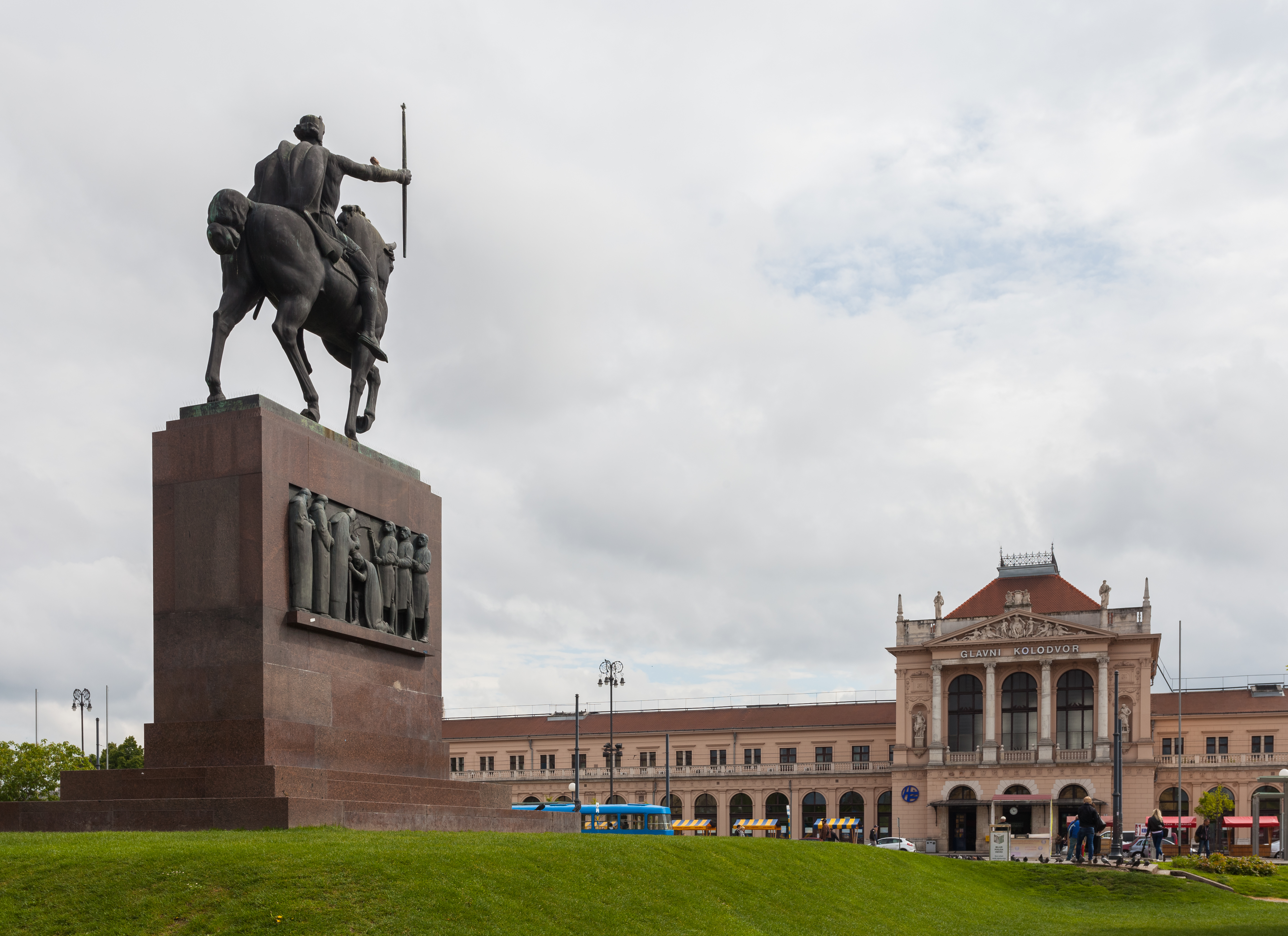
Статуя короля Томіслава на тлі фасаду вокзалу